# Marco Crugnola
Marco Crugnola (* 24. května 1983, Varese) je italský profesionální tenista, který hraje na okruhu ATP od roku 2004. K únoru 2011 na něm nevyhrál žádný turnaj, ve čtyřhře získal pět deblových titulů na challengerech, v sérii Futures, která se koná v rámci ITF, třikrát triumfoval ve dvouhře a čtrnáctkrát ve čtyřhře. Jeho dosud nejvyšším postavením na žebříčku ATP ve dvouhře je 165. místo (6. července 2009) a ve čtyřhře 118. místo (6. dubna 2009). K roku 2011 jej trénoval Corrado Borroni.

## Finálová utkání na challengerech ATP

### Dvouhra: 2 (0-2)
| Legenda (před/od r. 2009)                         |
| ATP Challenger Series / ATP Challenger Tour (0-2) |

| Stav      | Č. | Datum          | Turnaj           | Povrch | Soupeř ve finále | Výsledek      |
| Finalista | 1. | 17. srpna 2008 | Vigo, Španělsko  | antuka | Pablo Andújar    | 1–6, 6–3, 3–6 |
| Finalista | 2. | 29. srpna 2010 | Manerbio, Itálie | antuka | Robin Haase      | 3–6, 2–6      |

### Čtyřhra: 11 (5-6)
| Legenda (před/od r. 2009)                         |
| ATP Challenger Series / ATP Challenger Tour (5-6) |